# Brian Ledbetter
Brian Richard Ledbetter (San Diego, 18 de noviembre de 1963) es un deportista estadounidense que compitió en vela en las clases Finn y Star.
Participó en dos Juegos Olímpicos de Verano, en los años 1988 y 1992, obteniendo una medalla de plata en Barcelona 1992, en la clase Finn.
Ganó tres medallas en el Campeonato Mundial de Finn entre los años 1986 y 1991, y una medalla de bronce en el Campeonato Mundial de Star de 2016.

## Palmarés internacional
| Juegos Olímpicos   | Juegos Olímpicos   | Juegos Olímpicos  | Juegos Olímpicos |
| Año                | Lugar              | Medalla           | Clase            |
| ------------------ | ------------------ | ----------------- | ---------------- |
| 1992               | Barcelona (España) | Medalla de plata  | Finn             |
| Campeonato Mundial |                    |                   |                  |
| Año                | Lugar              | Medalla           | Clase            |
| 1986               | El Arenal (España) | Medalla de plata  | Finn             |
| 1987               | Kiel (RFA)         | Medalla de bronce | Finn             |
| 1991               | Kingston (Canadá)  | Medalla de plata  | Finn             |

| Campeonato Mundial | Campeonato Mundial     | Campeonato Mundial | Campeonato Mundial |
| Año                | Lugar                  | Medalla            | Clase              |
| ------------------ | ---------------------- | ------------------ | ------------------ |
| 2016               | Miami (Estados Unidos) | Medalla de bronce  | Star               |